# Свети Никола (Суходол)
„Свети Никола“ (на македонска литературна норма: „Свети Никола“) е православна църква в битолското село Суходол, Северна Македония. Църквата е под управлението на Преспанско-Пелагонийската епархия на Македонската православна църква. Тя е католиконът на Суходолския манастир.

## История и архитектура
От надписната плоча до входа на конака е отбелязано, че църквата е построена в 1931 година, след което е съборена в 1994 година и е построена на новото място при манастира в 1996 година.
Сградата на църквата е кръстокуполен храм с осмоъгълен купол, който има по една монофора от всяка страна и многоъгълна апсида от източната страна. Главният вход е от западната страна, като от двете страни на входната врата има вертикална остъклена фреска – отляво е Дева Мария с Исус, а отдясно е Свети Никола. Църквата има и страничен вход от южната страна. Цялото здание е боядисано в бяло и е покрито с керемиден покрив.
Камбанарията на църквата има квадратна основа. Ръбовете на ъглите са насочени навън и се виждат тухлите, от които са изградени. Подобно на църквата, камбанарията е изцяло боядисана в бяло и покрита с керемиден покрив.

## Галерия
- Поглед към църквата
- Западната страна
- Главният вход
- Страничният вход
- Куполата
- Апсидата
- Камбанарията
- Камбанарията (ляво) и църквата (десно)